# Az ENSZ-főtitkár koszovói különmegbízottja
Az ENSZ Főtitkár koszovói különmegbízottját (Special Representative of the Secretary-General for Kosovo, SRSG) az ENSZ Főtitkára nevezi ki az ideiglenes ENSZ-igazgatási missziójának (UNMIK) vezetésére. Az ideiglenes Kormányzat, majd később az ideiglenes koszovói önkormányzati intézmények a különmegbízott alárendeltségében dolgoztak.

## A különmegbízottak listája
| #  | Név                   | Született-Meghalt | Hivatalba lépett    | Hivatalt befejezte  | Ország        |
| -- | --------------------- | ----------------- | ------------------- | ------------------- | ------------- |
| 1  | Bernard Kouchner      | 1939–             | 1999. július 15.    | 2001. január 12.    | Franciaország |
| 2  | Hans Haekkerup        | 1945–2013         | 2001. január 13.    | 2001. december 31.  | Dánia         |
| 3  | Michael Steiner       | 1949–             | 2002. február 14.   | 2003. július 8.     | Németország   |
| 4  | Harri Holkeri         | 1937–2011         | 2003. augusztus 25. | 2004. június 11.    | Finnország    |
| 5  | Søren Jessen-Petersen | 1945–             | 2004. augusztus 16. | 2006. június 30.    | Dánia         |
| 6  | Joachim Rücker        | 1951–             | 2006. szeptember 1. | 2008. június 20.    | Németország   |
| 7  | Lamberto Zannier      | 1954–             | 2008. június 20.    | 2011. június 30.    | Olaszország   |
| 8  | Farid Zarif           | 1951–             | 2011. augusztus 3.  | 2015. augusztus 31. | Afganisztán   |
| 9  | Zahir Tanin           | 1956–             | 2015. október 9.    | 2021. november 19.  | Afganisztán   |
| 10 | Caroline Ziadeh       |                   | 2022. január 19.    | Hivatalban          | Libanon       |

## További cikkek
- A nemzetközi közösség bosznia-hercegovinai főképviselőinek listája